# Pterocymbium dongnaiense
Pterocymbium dongnaiense är en malvaväxtart som först beskrevs av Jean Baptiste Louis Pierre, och fick sitt nu gällande namn av Tardieu. Pterocymbium dongnaiense ingår i släktet Pterocymbium och familjen malvaväxter. Inga underarter finns listade i Catalogue of Life.